# یواس‌اس پروییت (دی‌دی-۳۴۷)
یواس‌اس پروییت (دی‌دی-۳۴۷) (به انگلیسی: USS Pruitt (DD-347)) یک کشتی بود که طول آن ۳۱۴ فوت ۵ اینچ (۹۵٫۸۳ متر) بود. این کشتی در سال ۱۹۲۰ ساخته شد.